# 三崎千香
三崎 千香（みさき ちか、1978年1月1日 - ）は、神奈川県出身の元タレント。本名は三秋梢。オスカープロモーションに所属していた。
横浜市立浅間台小学校、横浜市立宮田中学校出身。モデルの岩堀せり、声優の三橋加奈子は、中学時代の同級生。
芸能人女子フットサルチーム「表参道BEAUTY」の元メンバー。

## 出演

### テレビ
- イタズラなKiss（1996年、テレビ朝日）
- サラリーマン金太郎3（2002年、TBS）
- 帰ってきたロッカーのハナコさん（2003年、NHK）
- グラビアの美少女（MONDO21）

### 映画
- 三浦和義事件 もう一つのロス疑惑の真実
- オールナイトロング3 最終章（1996年、女子高生三人組の一人）
- だからよー鶴見(2020年、渡辺熱監督)

### 舞台
- ONLY WISH
- 主役
- 雪血花
- もとの黙阿弥
- 大奥（2007年明治座・中日劇場）

## リリース

### 写真集
- Funny Face（音楽専科社）

### ビデオ
- 三崎千香（笠倉出版）